# University of Massachusetts Dartmouth

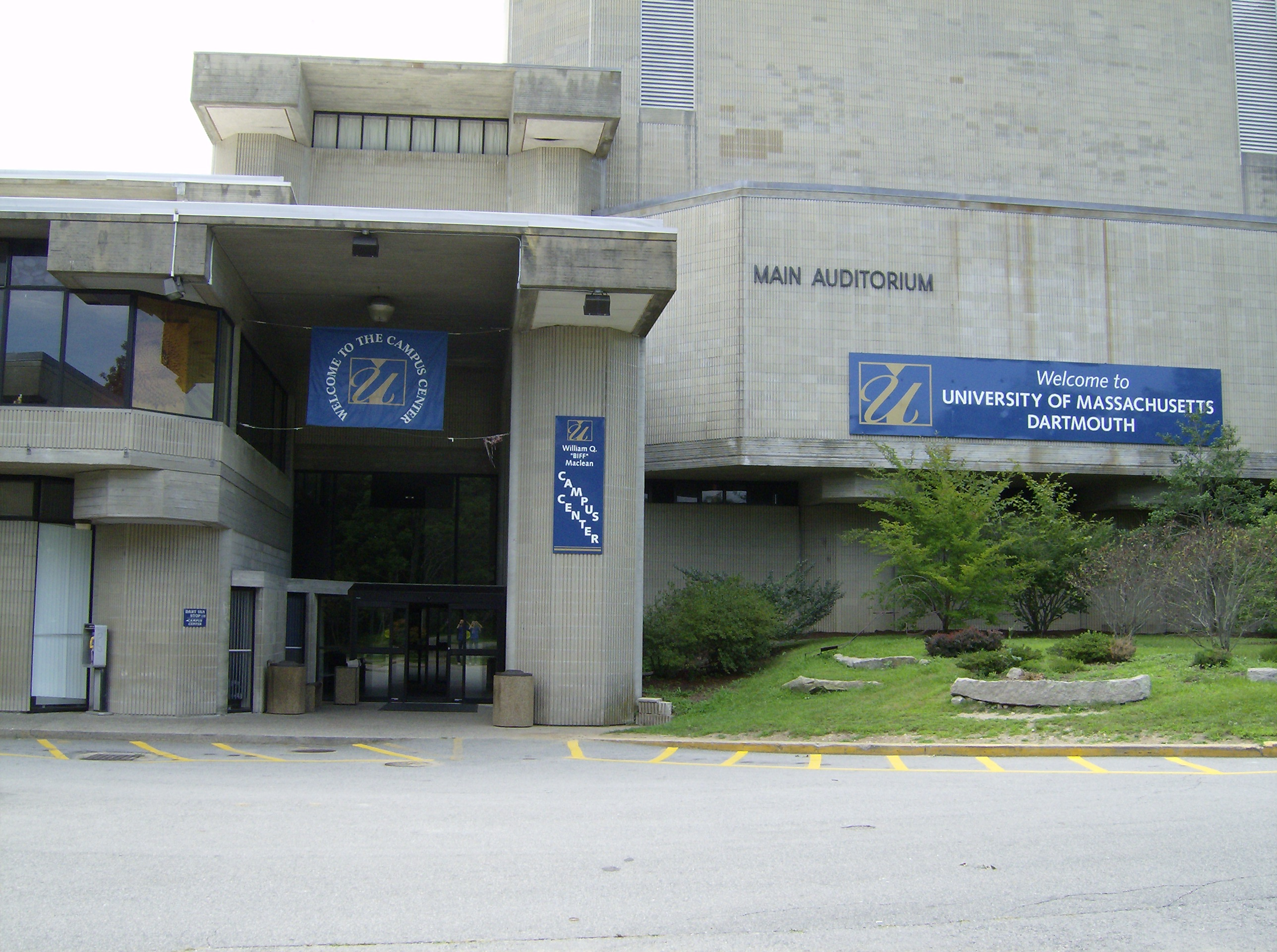
Haupteingang (2006)

Die University of Massachusetts Dartmouth – kurz UMass Dartmouth oder UMassD – ist eine öffentliche Forschungsuniversität in Dartmouth, Massachusetts, und gehört zum Universitätenverband der University of Massachusetts. Der Dartmouth-Campus ist dabei der südlichste der fünf Standorte und hat seine Ursprünge in der Textilforschung mit der Gründung der New Bedford Textile School 1895 in New Bedford und der Bradford Durfee Textile School 1899 in Fall River. Die University of Massachusetts Dartmouth wurde 1991 als Southeastern Massachusetts University in den Verband University of Massachusetts integriert.

## Geschichte
Die Gegend um New Bedford hat eine lange Tradition in der Textilforschung und Textilindustrie. So wurde die Hathaway Manufacturing Company, einer der Vorläufer der Berkshire Hathaway Holding von Warren Buffett, 1888 in New Bedford gegründet.
Die New Bedford Textile School wurde 1895 durch ein Gesetz gegründet, welches drei Textilschulen in Massachusetts unterstützen sollte. Die Schule wurde 1946 in New Bedford Textile Institute und dann 1957 in New Bedford Institute of Textiles and Technology umbenannt, als auch Abschlüsse in Ingenieurwesen, Chemie und Betriebswirtschaftslehre angeboten wurden.
Die Bradford Durfee Textile School wurde 1899 in Fall River gegründet, benannt nach dem Industriellen Bradford Durfee. Sie wurde 1946 in Bradford Durfee Technical Institute und 1958 in Bradford Durfee College of Technology umbenannt.
Die beiden Einrichtungen wurden 1960 vom Staat zum Southeastern Massachusetts Technological Institute vereint, wobei auch der heutige Standort an der 285 Old Westport Road in Dartmouth (Massachusetts) ausgewählt wurde. Als Architekt wurde Paul Rudolph bestimmt, der damalige Dekan der Architekturfakultät an der Yale University. Der Grundstein für das "Group I building" fand am 14. Juni 1964 statt. In den darauf folgenden Jahren wurden kontinuierlich weitere Gebäudekomplexe errichtet, 1969 wurde die Universität in Southeastern Massachusetts University umbenannt.

## Architektur
Das Universitätsgelände wurde ab 1963 von dem Architekten Paul Rudolph geplant. Die Gebäude werden dem Brutalismus zugerechnet und sind aus rohem Beton gefertigt, der innen nicht verdeckt ist.
Das komplette Gelände ist sehr systematisch um eine Ringstraße angelegt. Innerhalb dieser Ringstraße befinden sich zunächst reihum die Parkplätze und dann im Zentrum die eigentlichen Universitätsgebäude, welche zu Fuß begangen werden und von Rasen umgeben sind. Jede Gebäudeeinheit ist dabei mit einem der 17 Parkplätze verbunden. Ein Glockenturm steht symbolisch im Kreismittelpunkt der Anlage.

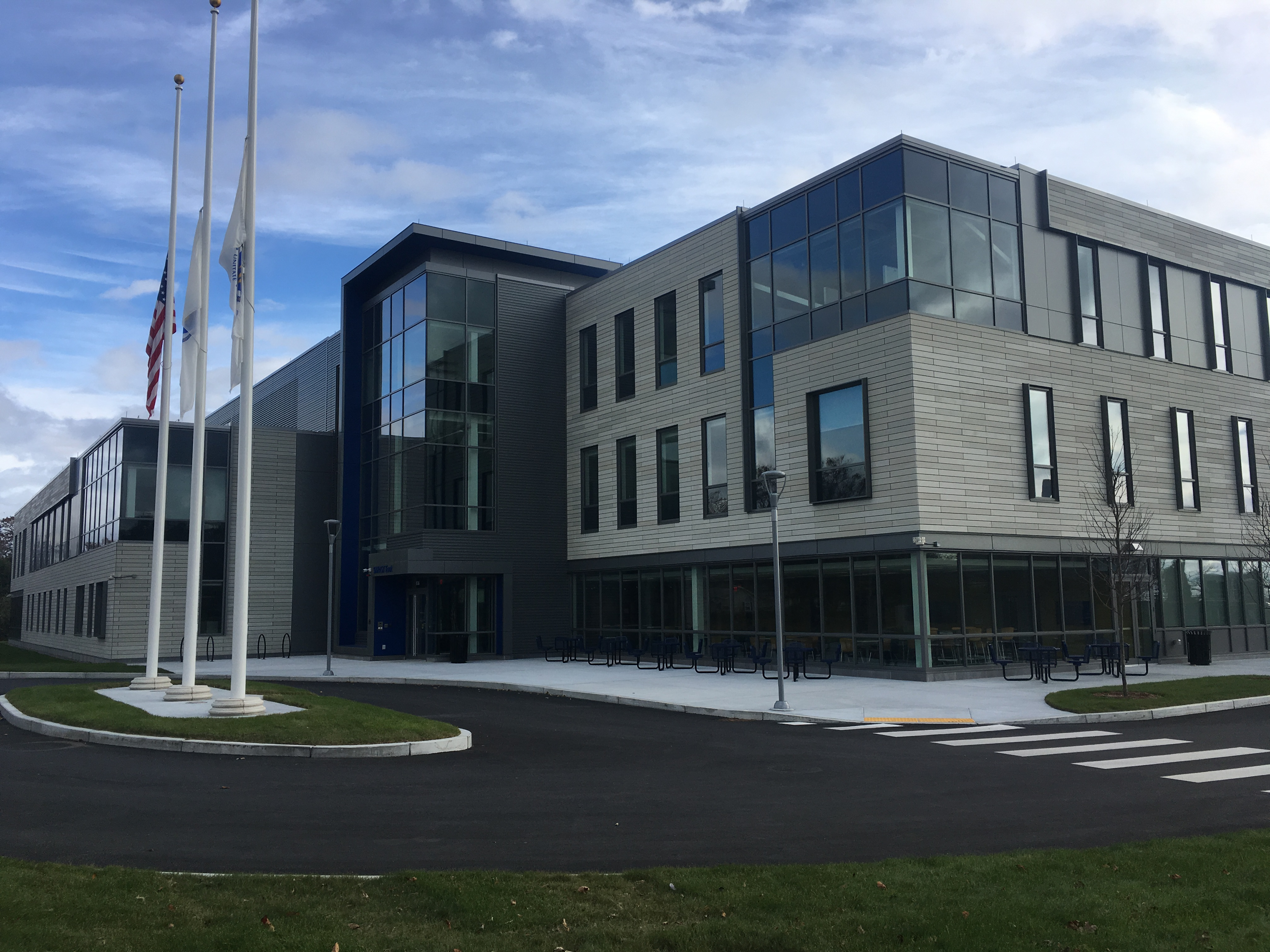
2017 eröffnetes Gebäude der UMass Dartmouth School for Marine Science and Technology (SMAST)

Außerhalb der Ringstraße befinden sich zwei große Wohneinheiten für Studenten mit ihren eigenen Parkplätzen (im Osten in 4 großen Häuserblocks und im Süd-Westen mit Einzelhäusern für jeweils 6 Studenten), sowie die Sporteinrichtungen, die Polizeistation und ein Kraftwerk zur Energieversorgung.

## Zahlen zu den Studierenden und den Dozenten
Im Herbst 2021 waren 7.717 Studierende an der UMass Dartmouth eingeschrieben. Davon strebten 5.833 (75,6 %) ihren ersten Studienabschluss an, sie waren also undergraduates. Von diesen waren 52 % weiblich und 48 % männlich; 3 % bezeichneten sich als asiatisch, 16 % als schwarz/afroamerikanisch, 11 % als Hispanic/Latino und 57 % als weiß. 1.884 (24,4 %) arbeiteten auf einen weiteren Abschluss hin, sie waren graduates. Es lehrten 561 Dozenten an der Universität, davon 385 in Vollzeit und 176 in Teilzeit.
Im akademischen Jahr 2019/2020 waren es 8.513 Studenten aus 53 Ländern, wovon 3.607 direkt auf dem Campus lebten, sowie 402 Angestellte.